# KAGRA

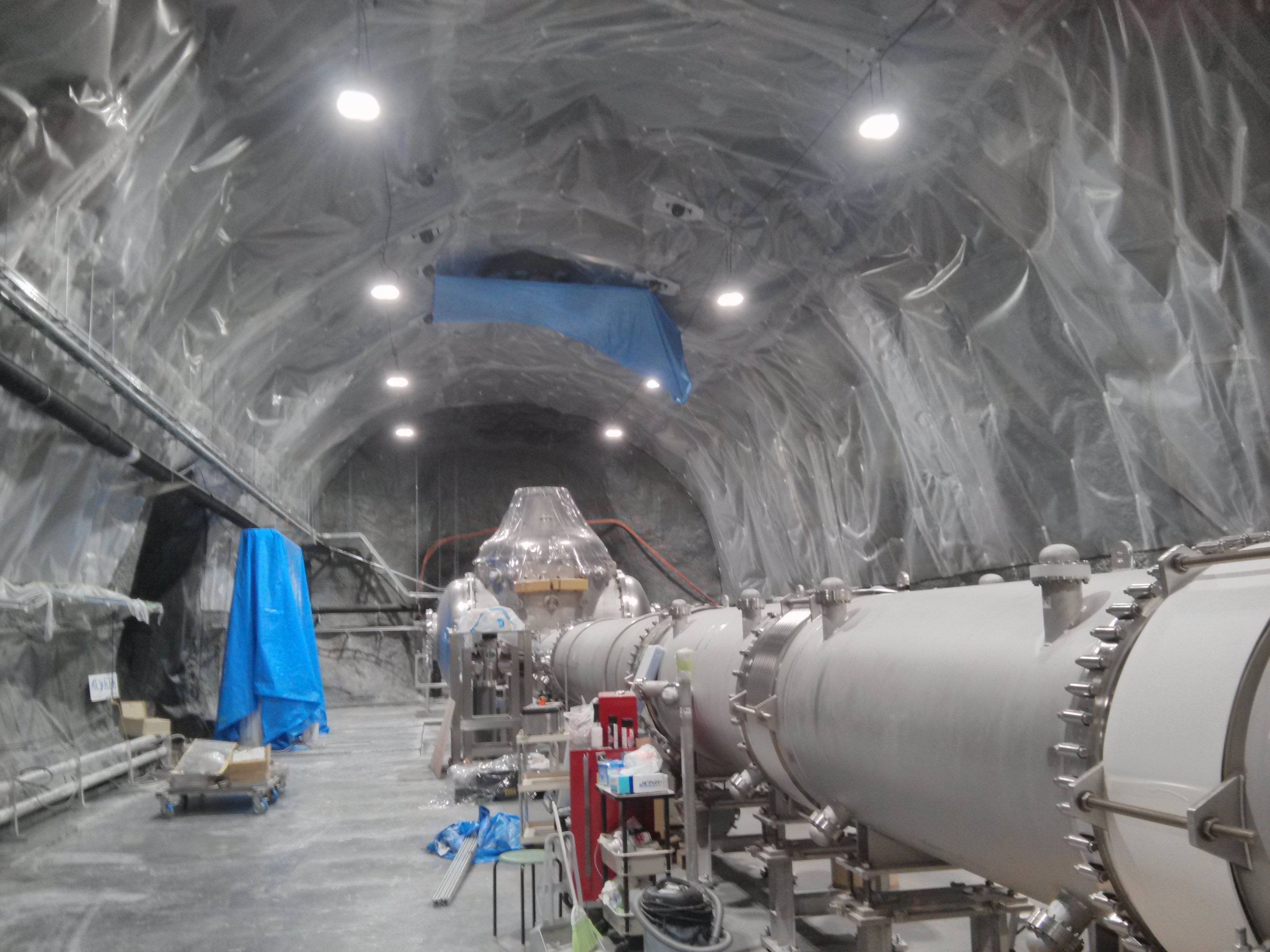
正在建设中的岐阜山KAGRA

神冈引力波探测器是位于岐阜县飛驒市神岡町的引力波探测器，其前身为大规模低温引力波望远镜（LCGT），是在东京大学宇宙射线研究所（ICRR）研究组、高能加速器研究機構（KEK）和日本国立天文台（NAOJ）的引力波项目。
宇宙射线研究所成立于1976年的宇宙射线研究，目前正在工作在TAMA 300引力波探测器项目。LCGT项目是2010年6月22日被批准。在2012年1月，它被赋予了新的名字“KAGRA”，名字是从它的地点神冈矿山推导出“KA”，和从引力和引力辐射推导出“GRA”。
在日本神冈矿山的隧道中，神冈引力波探测器(KAGRA)有两套3 km（1.9 mi）臂长的正在建设中的激光干涉引力波探测器，在此处还布置了超级神冈探测器、KamLAND反中微子探测器、XMASS基本粒子及暗物质观测设施等科研设施。
2010年，KAGRA项目被选为文部科学省“先进研究平台项目（日语：最先端研究基盤事業）”。
2019年秋季建成后，经过调整和试运行，于2020年2月25日开始观测。